# Monika Walser
Monika Walser (* 29. Oktober 1965 in Zürich) ist eine Schweizer Managerin. Sie ist seit dem 2. April 2014 Teilhaberin und Geschäftsführerin des Schweizer Möbelherstellers de Sede.

## Wirken
Monika Walser begann ihre berufliche Laufbahn mit einer Lehre zur Haute-Couture-Damenschneiderin. Nach dem Lehrdiplom absolvierte sie mehrere Masterstudiengänge. Von 1994 bis 1998 besass und führte Walser die Cassiopeia Trend AG, die Folklore-Kinderkleider produzierte. Nach verschiedenen Leitungsfunktionen im Strom- und Telekommunikationsbereich, unter anderem bei Sunrise und Swissgrid, wechselte sie im Juni 2010 als CEO zum Zürcher Taschenhersteller Freitag. Sie gab die operative Verantwortung nach vierjähriger Tätigkeit auf.
Als Monika Walser 2014 die Leitung bei de Sede übernahm, hatte die Firma bereits mehrere Eigentümerwechsel hinter sich. Das Unternehmen war damals finanziell in einer Schieflage. Unter Monika Walser verlagerte de Sede die Produktion von Deutschland zurück in die Schweiz. Von den weltweit rund 120 Mitarbeitern arbeiten heute wieder 110 in der Schweiz.